# Солженицына, Наталия Дмитриевна

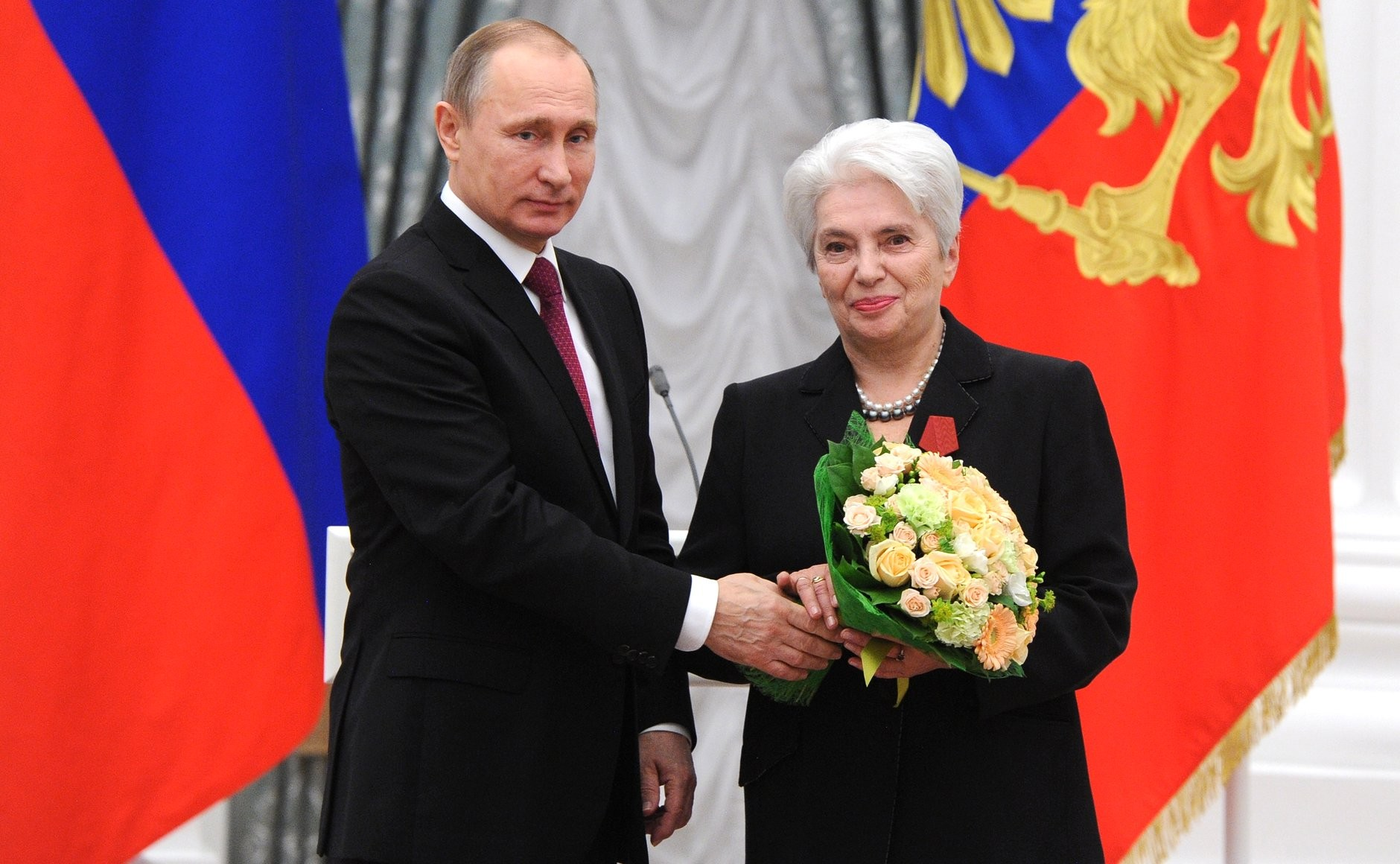
Орденом «За заслуги перед Отечеством» IV степени награждена Наталья Солженицына, 2015 год

Ната́лия Дми́триевна Солжени́цына (урожд. Светло́ва; род. 22 июля 1939, Москва) — российский общественный деятель. Вдова и ближайшая помощница писателя Александра Исаевича Солженицына. Президент созданного в 1974 году в Цюрихе «Русского общественного фонда помощи преследуемым и их семьям» (РОФ), более известного как Фонд Солженицына (в 1992 году фонд перенёс свою деятельность в Москву).
Редактор-составитель выходящего с 2007 года 30-томного собрания сочинений Солженицына.
Член Попечительского совета по возрождению Соловецкой обители, Попечительского совета фонда поддержки социальных инноваций «Вольное дело», Совета Фонда «Увековечения памяти жертв политических репрессий».

## Биография
Родилась 22 июля 1939 года в семье Дмитрия Ивановича Великородного (1904—1941), родом из ставропольских крестьян; с. Малая Джалга; окончил литературное отделение аспирантуры Института красной профессуры в Москве; 7 июля 1941 года записался в народное ополчение Ленинского района Москвы, в конце сентября в составе 1281-го стрелкового полка 60-й стрелковой дивизии находился на оборонительном рубеже в районе Варшавского шоссе на левом берегу Десны; пропал без вести 2 октября 1941 года после начала немецкой наступательной операции «Тайфун») и Екатерины Фердинандовны Светловой (1919—2008), училась в Московском авиационном институте; арестованный за полтора года до рождения Наталии дед последней — Фердинанд Светлов — ранее был членом партии социалистов-революционеров (эсеров), затем сотрудником газеты «Известия», погиб в ГУЛАГе. Отчим (с 1949 года) — статистик и экономист Давид Жак (1903—1973), автор ряда печатных трудов (в том числе монографий) по статистическому учёту.

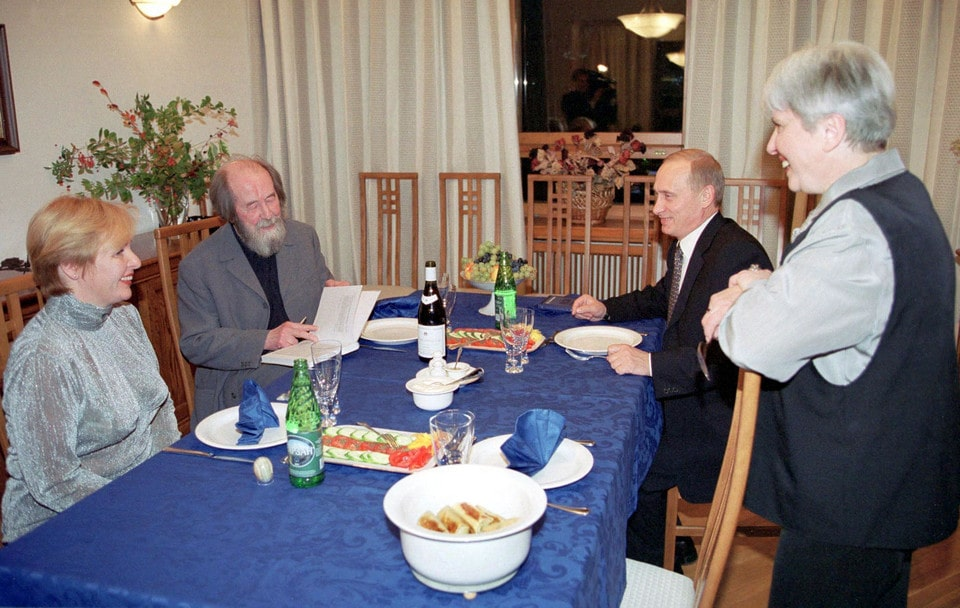
Наталия и Александр Солженицыны принимают Людмилу и Владимира Путиных в своём доме в Троице-Лыкове 20 сентября 2000 года

В 1962 году окончила механико-математический факультет МГУ, после окончания аспирантуры осталась работать на этом факультете в лаборатории математической статистики под руководством Андрея Колмогорова.
С Александром Солженицыным познакомилась в августе 1968 года. С тех пор являлась секретарём, помощником Солженицына, редактором его произведений, составителем собраний сочинений и матерью его детей. В 1973 году они официально оформили брак.
Наталия Солженицына с четырьмя сыновьями и матерью выехала из СССР вслед за высланным на Запад Солженицыным. Указом Президиума Верховного Совета СССР от 19 октября 1976 года была лишена гражданства СССР.
Гражданство было восстановлено Указом Президента СССР «Об отмене Указов Президиума Верховного Совета СССР о лишении гражданства СССР некоторых лиц, проживающих вне пределов СССР» 15 августа 1990 года.
В 1994 году вместе с мужем вернулась в Россию.
28 июля 2009 года состоялась встреча Владимира Путина с Солженицыной в рабочем кабинете премьер-министра. Темой встречи было изучение наследия Александра Солженицына в школах России.
Выступала в поддержку аннексии Крыма Россией и за диалог с действующей властью во избежание «новой гибельной конфронтации», подобной событиям 1917 года.
Указом Президента России от 20 ноября 2018 года Наталия Солженицына включена в новый состав Совета при Президенте по культуре и искусству.

## Семья
- Отец — Дмитрий Иванович Великородный (1904, с. Малая Джалга — 1941, Смоленская область), родом из ставропольских крестьян, окончил литературное отделение Института Красной профессуры, пропал без вести западнее Спас-Деменска в октябре 1941 года
- Мать — Екатерина Фердинандовна Светлова (1919, Москва — 2008, Москва), училась в Московском авиационном институте
- Первый муж — Андрей Тюрин, крупнейший специалист по алгебраической геометрии.
  - Сын — Дмитрий Тюрин (6.06.1962 — 15.03.1994)[13], у него дочь Татьяна.
- Второй муж — Александр Солженицын, писатель, эссеист, публицист, общественный деятель и диссидент.
  - Сын —  Ермолай Солженицын (род. 1970), у него в семье с Надеждой, урождённой ?, двое детей: Екатерина (р. 2001) и Иван (р. 2002)[14].
  - Сын —  Игнат Солженицын (род. 1972), его жена с 1999 года[15] Каролин (Carolyn), урождённая ?, доктор медицины[16],  у них трое детей: Дмитрий (р. 2001), Анна (р. 2003) и Андрей Солженицыны (р. 2008)[14].
  - Сын —  Степан Солженицын (род. 1973) у него дети:  Филипп и Всеволод Солженицыны.

## Награды
- Орден «За заслуги перед Отечеством» IV степени (1 декабря 2015 года) — за большие заслуги в развитии отечественной культуры и искусства, многолетнюю плодотворную деятельность[17].
- Премия Клио за сохранение и популяризацию творчества Александра Солженицына (2018)[18].
- Орден Святой великомученицы Екатерины (17 июля 2019 года) — за большой вклад в благотворительную и общественную деятельность[19].
- Орден «За заслуги перед Отечеством» III степени (29 июля 2024 года) — за большой вклад в развитие отечественной культуры, активную благотворительную и общественную деятельность[20].